# Leslie Lamport
Leslie Lamport (New York, 7 februari 1941) is een Amerikaanse computerwetenschapper. Hij is bekend vanwege zijn werk op het gebied van de gedistribueerde systemen en tijdslogica. Bovendien was hij de oorspronkelijke ontwerper van het TeX-macropakket LaTeX.

## Levensloop
Lamport werd geboren in New York en behaalde in 1960 zijn Bachelor-diploma op het Massachusetts Institute of Technology. Daarna haalde hij in 1963 een Masters-diploma in de wiskunde en vervolgens in 1972 een PhD-diploma op de Brandeis-universiteit, ook in de wiskunde. Hij werkte als computerwetenschapper bij verschillende bedrijven, waaronder SRI International (1977–1985) en Digital Equipment Corporation/Compaq (1985–2001). Sinds 2001 werkt hij voor Microsoft Research.

## Wetenschappelijke prestaties
Lamport heeft veel onderzoek gedaan op het gebied van gedistribueerde systemen. Zo ontwikkelde hij onder andere de temporal logic of actions, een logica waarmee het gedrag van systemen kan worden beschreven, de Lamport-klok, een logische klok die de happens-before-relatie in gedistribueerde systemen formaliseert (zie: Algoritme van Lamport), het bakkerij-algoritme voor wederzijdse uitsluiting en het snapshot-algoritme, waarmee een consistente, globale toestand van een asynchroon gedistribueerd systeem bepaald kan worden.
In 2013 won Lamport de Turing Award voor zijn werk in gedistribueerde systemen.

## LaTeX
Bij het grotere publiek is Lamport vooral bekend omdat hij in 1984 de oorspronkelijke ontwikkelaar van LaTeX was, een macropakket voor het zetsysteem TeX. Tegenwoordig wordt LaTeX in de wiskunde en informatica zeer veel gebruikt voor het schrijven van wetenschappelijke artikelen.